# Сімейний план (фільм, 2023)
«Сімейний план» (англ. The Family Plan) — американський комедійний бойовик 2023 року від режисера Саймона Селлана Джонса за сценарієм Девіда Коггшолла. Виробництвом займались компанії Apple Studios і Skydance Media, а також Municipal Pictures. В фільмі знялись Марк Волберг, Мішель Монаган, Зої Коллетті, Ван Кросбі, Саїд Тагмауї, Меггі К'ю та Кіаран Гайндс.
Зйомки розпочались наприкінці 2022 року. Прем'єра картина відбулась 15 грудня 2023 року на Apple TV+.
За інформацією сайту Deadline, фільм став найпопулярнішим за всю історію Apple TV+.

## Сюжет
Ден Морган — талановитий продавець автомобілів, який живе спокійним життям у передмісті Баффало зі своєю дружиною Джессікою та трьома дітьми Ніною, Кайлом і Максом. Подружжя святкує свою 18-ту річницю. Коли вони цілувались на побаченні, хуліган робить селфі з ними на фоні. Ден просить видалити фото, проте він та його друзі лише знущаються над Деном. Хуліган намагається спровокувати Дена на бійку, проте Ден відмовляється і зазнає ще більших знущань.
Наступного дня Ден з Максом купує продукти в супермаркеті, коли на нього нападає невідомий. Ден захищається в рукопашному бою. Після нападу він зв'язується зі своїм колишнім партнером і підробником документів Оґі, щоб дізнатися, чому на нього напали, і Оґі припускає, що це колишній роботодавець Дена — Маккефрі і радить йому зникнути. Ден замовляє нові підробні документи для себе та родини. Він забирає своїх дітей та Джессіку кажучи їм, що вони вирушають у спонтанну подорож до Лас-Вегаса.
Коли вони виїжджають з міста, Ден розуміє, що за ними стежать, і робить висновок, що в їхнє авто встановлено GPS-трекер. Він зупиняється біля свого автосалону і використовує один із сервісних відсіків, щоб знайти та зняти трекер з шасі.
Тим часом Маккефрі та його посіпаки приходять в будинок Морганів, але не можуть знайти жодних підказок, куди вони прямують. Ден викинув у всієї родини мобільні телефони, щоб їх не змогли вистежити. Тим часом у мотелі дівчина впізнає Кайла з його трансляцій на Twitch як «Kyllboi» і просить зробити з ним кілька селфі. Стривожений тим, що ці фотографії будуть опубліковані в соц. мережах, Ден бреше, що мотель повністю заброньований і їде з родиною далі. Їдучи по шосе вночі Ден помічає групу агентів на мотоциклах, які спостерігають за ним з естакади. Увімкнувши Енію в навушниках для сплячої сім'ї, Дену вдається відбити погоню з байкерів.
Ден їде всю ніч, поки вони не дістаються до Айова-Сіті. Схвильована Ніна просить їх заїхати до університету Південної Айови, оскільки вона сподівається побачитись зі своїм хлопцем Тревором, під впливом якого вона відмовилась від своїх планів вступати до Стенфорда. Ден і Джессіка вирішують показати Ніні, яким насправді є студентське життя. Коли вони йдуть по студмістечку Джессіку помилково приймають за студентку і кидають їй виклик випити стоячи вверх ногами, що вона робить, вражаючи Дена та дітей.
Під час екскурсії Ден помічає німця та вважає, що той працює на Маккефрі, але пізніше розуміє, що помилився, коли на нього нападає інший поплічник Маккефрі. Перед тим, як залишити кампус, Ніні вдається знайти гуртожиток Тревора. Там вона дізнається, що він зраджує їй з іншою дівчиною. Ден втішає її, даючи кілька порад щодо кюшо-джитсу (техніка натискання на больові точки), які вона використовує на Треворі.
В дорозі Ден стає ближчим до своєї родини. Вони прибувають до Лас-Вегаса, де Ден планує розповісти Джессіці правду про своє минуле під час романтичної вечері. Подружжя залишає дітей няньчити Макса у готельному номері, але діти не слухаються батьків і натомість виходять з Максом прогулятись до Лас-Вегас-Стріп. Вони потрапляють на ігрову подію HyperX, де Кайла впізнають і запрошують на заміну у фінальному раунді великого змагання. Кайл погоджується і вражає присутніх своєю майстерністю.
Коли Ден і Джессіка повертаються до свого номеру на них нападають посіпаки Маккефрі. Ден швидко справляється з ними, шокуючи Джессіку, і вони разом йдуть шукати дітей на HyperX, де на них вже влаштовано засідку. Ден розповідає, що його насправді звуть Шон. Родина, почувши ким він є насправді, обурена його лицемірством і брехнею. Ден віддає їм нові паспорти та документи, пояснюючи, що їхнє життя в Баффало закінчилося. Джессіка каже Дену триматися від них подалі. Наступного ранку її подруга Ґвен прибуває на приватному літаку, щоб відвезти її та дітей додому в Баффало.
У літаку Ґвен розповідає, що також працює на Маккефрі і передає Джессіку та дітей йому в заручники. Маккефрі наказує Дену зустрітися з ним у покинутому готелі. Там з'ясовується, що Маккефрі — це насправді батько Дена. Він просить Дена приєднатися до нього в сімейному бізнесі, але Ден відмовляється. Маккефрі погрожує вбити його сім'ю, якщо Ден не прийме пропозицію. Ден погоджується і Джессіку з дітьми відпускають в аеропорт, щоб вилетіти в Баффало.
Діти переконують Джессіку допомогти Дену. Вони повертаються на верхній поверх, де Ґвен намагається звабити Дена. Ден використовує кюшо-джитсу, щоб знерухомити Ґвен. Маккефрі викликає своїх агентів у хол готелю, щоб спіймати Дена. Ден вступає в бій з найманцями, а Джессіка та діти борються з Ґвен, кульмінацією чого стає те, що Джессіка використовує шматок зламаного бамбука як спис, щоб простромити Ґвен у груди. Тим часом Ден усуває найманців і стикається зі своїм батьком. Коли Маккефрі перемагає в бійці, Джессіка та діти спускаються вниз і Ніна намагається відволікти Маккефрі. Дену вдається схилити ситуацію на свій бік, вдаривши Маккефрі жердиною.
Моргани разом виходять із готелю, дивлячись на поліцейський департамент Лас-Вегаса біля готелю. Через деякий час Моргани повертаються до свого життя в Баффало. Ден керує власною охоронною фірмою, використовуючи свої навички, щоб радити клієнтам, як краще захищатися від атак, а Джессіка працює тренером з легкої атлетики в середій школі.
Сім'я сідає в орендований фургон і вирушає у подорож, щоб відвезти Ніну в Стенфорд.

## В ролях
- Марк Волберг — Ден Морган
- Мішель Монаган — Джессіка Морган
- Саїд Тагмауї — Оґі
- Меггі К'ю — Ґвен
- Зої Коллетті — Ніна Морган
- Ван Кросбі — Кайл Морган
- Кіаран Гайндс — Маккефрі
- Феліція Пірсон — Тузпік
- Майлз Долеак — Ґолд Чейн
- Валькірія[3] — в ролі себе

## Сприйняття
На сайті агрегаторі рецензій Rotten Tomatoes фільм має 24 % схвальних відгуків серед 33 оцінок з середнім рейтингом 4,4 з 10. У консенсусі сайту пише: «Багатий на динамічні дії та бідний на жарти, „Сімейний план“ безцільно імітує низку фільмів, які розповідають схожі історії і часто у більш переконливий спосіб». На сайті Metacritic картина має середній бал 40 з 100, на основі 10 відгуків, що кваліфікується, як «змішані або середні» відгуки.